# 12244 Werfel
12244 Werfel (1988 RY2) là một tiểu hành tinh vành đai chính được phát hiện ngày 8 tháng 9 năm 1990 bởi F. Borngen ở Tautenburg.